# 東京都立城南高等学校
東京都立城南高等学校（とうきょうとりつ じょうなんこうとうがっこう）は、かつて東京都港区六本木六丁目に存在した都立高等学校。

## 概要
府立二十二中を前身とする伝統校であったが、近隣各校（日比谷、三田、芝商業、青山、第一商業）の定時制課程と発展的に統合される形で東京都立六本木高等学校が開校。2004年3月をもって閉校となった。
港区立南山小学校が在った麻布宮村町（→元麻布）・内田山の地にて開校した。昭和50年代前半（1970年代後半）まで進学校として名を馳せ、昭和40年代まで東京大学、慶應義塾大学医学部等への進学者が多数見受けられた。その後の学校群制度制定以降から進学実績が低迷し始め、東京大学への進学者は見られなくなったが、昭和50年代前半までは毎年コンスタントに早慶や国立大学、私立大学医学部等への進学者を輩出していた。しかしそれ以後は急速に凋落の一途を辿り、港区六本木という好立地にあるにもかかわらず、閉校する頃には偏差値・進学実績は都立高校の中で下位に甘んじてしまっていた。

## 生徒会
一般構成員を希望者の入部でまかなう「執行委員会（学友会執行部）」が、他校でいう生徒会として機能していた。委員長・副委員長のみ半期ごとの校内選挙で選抜され、大半は半期で代替わりしていた。民主的な生徒自治構造として、執行委員会＝内閣、中央委員会＝議会、各委員会＝行政という分立構造を採っていた。1990年代初頭には活動が盛んになり、第一学区生徒会集会（第一学区の高校生徒会の集合体）の幹部を輩出していた。

## 制服
1970年代の学生運動の時期に、生徒会と学校当局との交渉により一時的に廃止された。校則で「標準服」と呼ばれる服装を定義し、私服での通学も可能であった。

1978年入学生からは、男女共に紺のブレザー上下に学年毎色違いのネクタイorリボンタイ（冬服）、グレーのズボンorスカート（夏服）となった。これは、閉校まで存在していた。

なお、1990年頃まで、女子生徒の体操着はブルマであった。

## 校外での学習活動
入笠山寮（長野県）が、夏季合宿・部活動合宿で利用されていた。定期校外実習は、1年次に入笠林間学校、2年次に修学旅行、3年次は卒業遠足が定番であった。

## 沿革
- 1942年 - 東京府立第二十二中学校として設立。
- 1943年 - 都制実施により、東京都立城南中学校となる。
- 1948年 - 学制改革により、東京都立城南新制高等学校となる。
- 1949年 - 男女共学開始。
- 1950年 - 東京都立城南高等学校と改称。
- 1952年 - 学区合同選抜制度導入。
- 1967年 - 学校群制度実施。赤坂、八潮の各校と12群を組む。
- 1982年 - グループ合同選抜制度導入。11グループに編成される。
- 1994年 - 単独選抜となる。
- 2002年 - 生徒の募集を停止。
- 2004年3月 - 56期生の卒業をもって閉校。

## 著名な出身者
- 松平康隆 - ミュンヘンオリンピック元男子バレーボール日本代表監督 / バレーボール殿堂（府立二十二中1期生）
- 吉田喜重 - 映画監督（福井中学から転校）
- 大平透 - 俳優、声優（府立二十二中1期生）
- 宮城淳 - テニス選手
- 奥成達 - 詩人、編集者
- 藤田弓子 - 女優
- 鳥塚しげき - ミュージシャン（ワイルドワンズ）
- 澤雄二 - 参議院議員
- 山崎信寿 - 慶應義塾大学理工学部機械工学科教授
- 市井由理 (YURI) - 元東京パフォーマンスドールメンバー、EAST END×YURIボーカル
- 鈴木祥子 - シンガーソングライター
- 浅野温子 - 女優（東京都立代々木高等学校に転校）
- 島田歌穂 - 歌手、大阪芸術大学舞台芸術学科助教授（堀越高校に転校）
- 渡辺みどり - ジャーナリスト、皇室ジャーナリスト
- 兒玉圭司 - スヴェンソン代表取締役会長
- 川井憲次 - 作曲家